# Pelecopsis nigriceps
Pelecopsis nigriceps là một loài nhện trong họ Linyphiidae.
Loài này thuộc chi Pelecopsis. Pelecopsis nigriceps được Herman Theodor Holm miêu tả năm 1962.